# Henri Jacques Guillaume Clarke

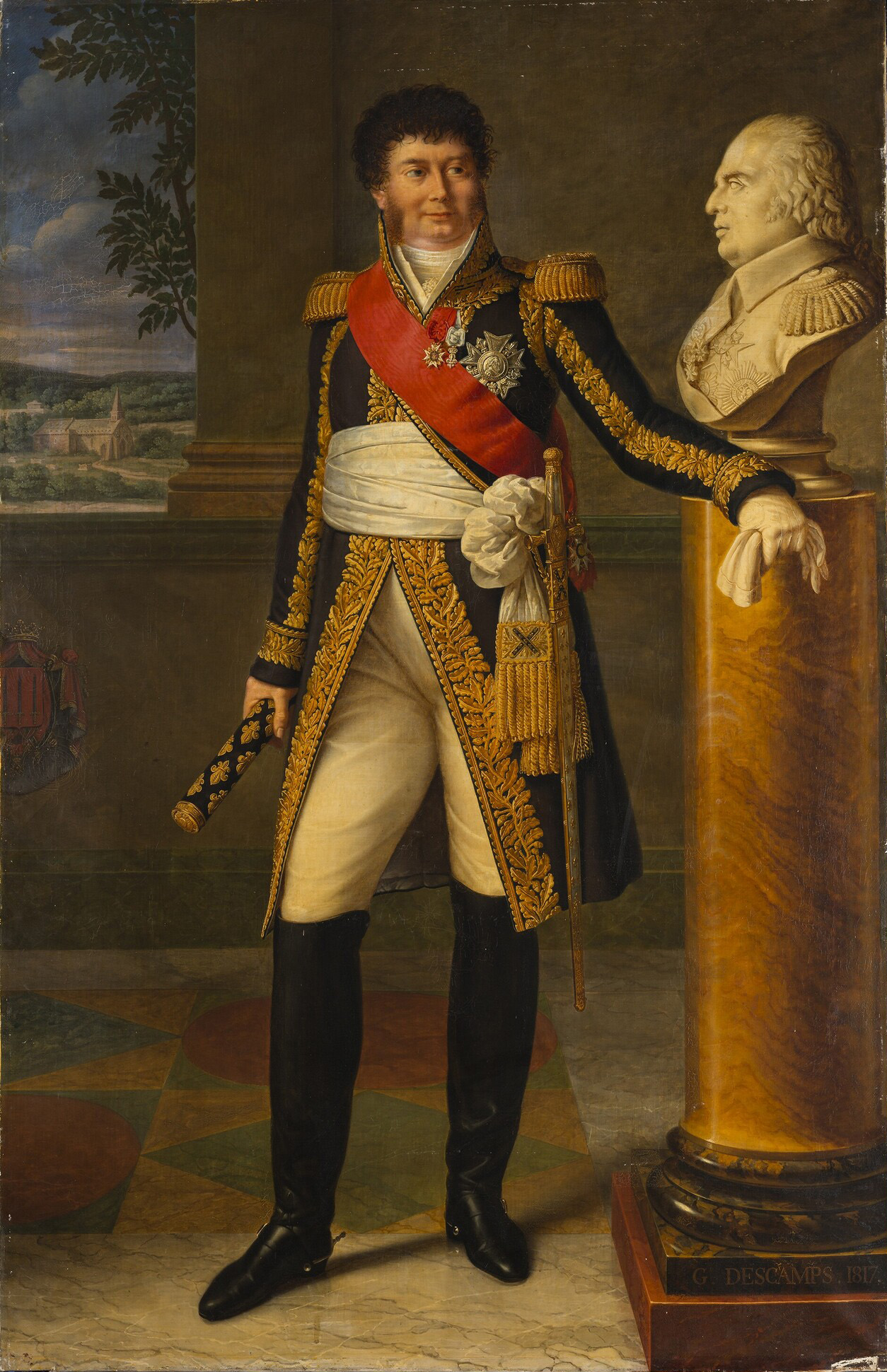
Henri Jacques Guillaume Clarke.

Henri Jacques Guillaume Clarke, als comte de l'Empire 1e graaf van Hunebourg, en als duc de l'Empire 1e hertog van Feltre (Landrecies, 17 oktober 1765 - 28 oktober 1818) was een maarschalk van Frankrijk en Frans politicus van Ierse komaf.

## Militaire loopbaan
Clarke ging in het Franse leger in 1782. Na de Franse Revolutie diende hij in verschillende slagen in het Leger van de Rijn. In 1793 werd hij gepromoveerd tot brigadegeneraal. In 1795 werd hij gearresteerd. Kort daarna echter werd hij weer vrijgelaten en vertrok hij naar de Elzas. Niet lang daarna echter vroeg Lazare Carnot hem om onder Napoleon in Italië te gaan dienen als diens hoogste topografische adviseur.

## Politieke loopbaan
Na de coup van Napoleon vervulde Clarke deze functie nog steeds. Ook was hij staatssecretaris voor oorlog en marine. In 1805 werd hij aangewezen als ambassadeur in Wenen, en in 1806 vervulde hij diezelfde functie opeenvolgend in Erfurt en Berlijn.
In 1807 werd Clarke teruggeroepen naar Frankrijk en benoemde Napoleon hem tot minister van Oorlog en kreeg hij de titel graaf van Hunebourg. Dankzij zijn inzet bij het tegenhouden van de Britse invasie op Walcheren kreeg hij in 1809 van Napoleon de titel hertog van Feltre. Tot aan het eind van Napoleons bewind bleef Clarke minister. Toen de geallieerden in de buurt van Parijs kwamen, organiseerde hij de verdediging van de stad. Na Napoleons aftreden werd Clarke vervangen door Dupont de L'Étang als minister van Oorlog. Na de terugkeer van Napoleon van Elba nam Clarke zijn oude functie weer op. Ditmaal echter wel onder Lodewijk XVIII, met wie hij meevluchtte naar Gent toen de troonsovername van Napoleon onafwendbaar bleek. Nadat Napoleon bij Waterloo verslagen was, werd Clarke voor de derde maal minister van Oorlog, ditmaal tot 1817, toen Gouvion Saint-Cyr het van hem overnam.
In 1816 kreeg Clarke de titel maarschalk van Frankrijk. Hij stierf in 1818.
- Bibliothèque nationale de France: cb13548803f (data)
- Biografisch Portaal: 00656858
- Gemeinsame Normdatei: 116530278
- International Standard Name Identifier: 0000 0000 8148 9864
- Library of Congress Control Number: nb99151015
- Base Léonore: LH//542/53
- Nationale Bibliotheek van Israël: 987007446220205171
- Nederlandse Thesaurus van Auteursnamen: 070528195
- LIBRIS: 46329
- Système universitaire de documentation: 050815466
- Virtual International Authority File: 69094194
- WorldCat: E39PBJcgtbFRwWw6TWJMTfq4v3